# Isla Mbie
Isla Mbie (en francés: Île Mbie) es una isla en el Lualaba (río Congo). Que se encuentra aguas arriba de Kisangani antes de los rápidos y Cataratas de Boyoma. Se trata de una isla de más de 10 km de longitud. Pertenece administrativamente a la República Democrática del Congo, en África Central.